# Liste des évêques d'Auckland
Liste des évêques d'Auckland
(Dioecesis Aucopolitana)
Le diocèse d'Auckland est érigé le 20 juin 1848, par détachement du vicariat apostolique de Nouvelle-Zélande.

## Sont évêques
- 20 juin 1848-19 avril 1869 : Jean-Baptiste Pompallier (Jean-Baptiste François Pompallier)
- 19 avril 1869-23 juin 1870 : siège vacant
- 23 juin 1870-25 juin 1874 : Thomas Croke (Thomas William Croke)
- 25 juin 1874-15 mai 1879 : siège vacant
- 15 mai 1879-† 7 septembre 1881 : Walter Steins (Walter Herman Jacobus Steins)
- 14 juillet 1882-† 22 janvier 1896 : John Ier Luck (John Edmund Luck)
- 18 juin 1896-† ? 1910 : George Lenihan (George Michaël Lenihan)
- 9 juin 1910-† 9 décembre 1929 : Henry Cleary (Henry William Cleary)
- 9 décembre 1929-7 mars 1970 : James Liston (James Michaël Liston)
- 1er septembre 1970-25 avril 1974 : Reginald Delargey (Reginald John Delargey)
- 25 avril 1974-1er janvier 1983 : John II Mackey
- 6 juin 1983-19 décembre 1994 : Denis Browne (Denis George Browne)
- 19 décembre 1994-17 décembre 2021 : Patrick Dunn (Patrick James Dunn)
- depuis le 17 décembre 2021 : Stephen Lowe (Stephen Marmion Lowe)

## Galerie de portraits

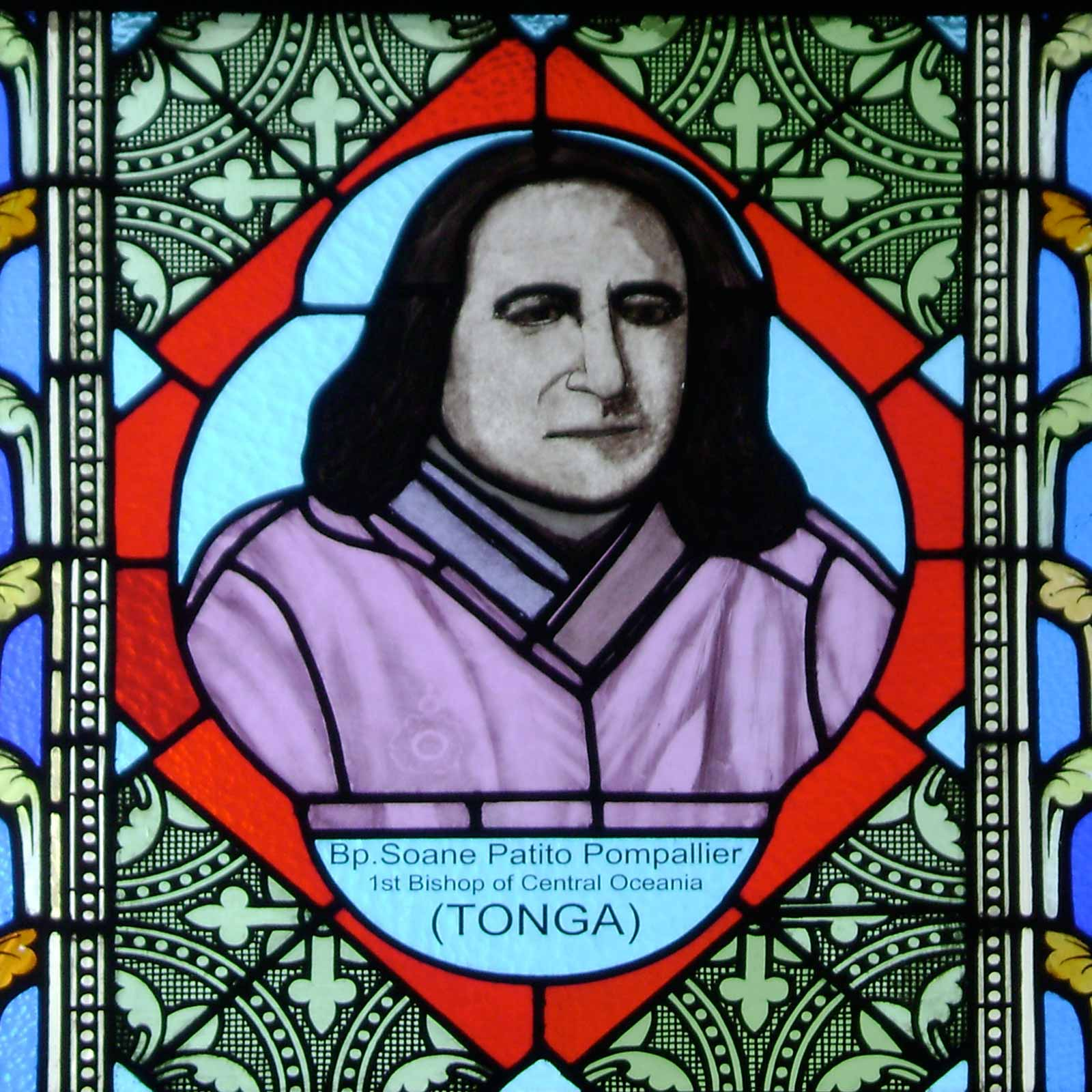
Jean-Baptiste Pompallier (1848-1869)
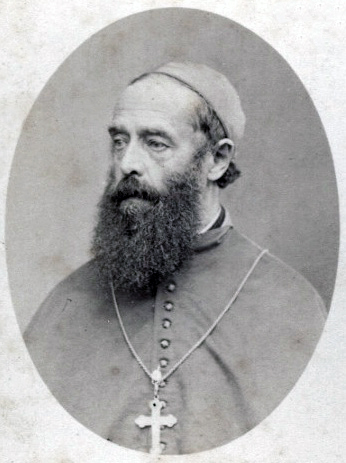
Walter Steins (1879-1881)

## Sources
- L'Annuaire Pontifical, sur le site http://www.catholic-hierarchy.org, à la page